# Leichtathletikgemeinschaft
Als Leichtathletikgemeinschaft (LG) wird der Zusammenschluss der Leichtathletikabteilungen verschiedener Sportvereine zu einer Trainings- und Startgemeinschaft bezeichnet. Laut Leichtathletikordnung des Deutschen Leichtathletik-Verbandes trägt sie selbst keinen Vereinscharakter. Jedoch gibt es davon mit der LG Olympia Dortmund und der LG Brillux Münster mindestens zwei Ausnahmen.
Eine LG ist nach örtlichen Gesichtspunkten zu bilden, die Sportler der LG bleiben Mitglieder ihrer Stammvereine, starten jedoch in der Wettkampfkleidung der LG für die LG. Im Gegensatz zur Startgemeinschaft (StG), die sich auf einzelne Altersklassen beschränkt, können Vereine Männer, Frauen und Jugend nur in ihrer Gesamtheit einer LG zuführen. Athleten einer LG dürfen jedoch wiederum keine Startgemeinschaften mit einer anderen LG oder einem anderen Verein bilden.
Ein weiterer Unterschied zwischen Startgemeinschaft und Leichtathletikgemeinschaft ist die Zahl der teilnehmenden Vereine. Während sie bei Startgemeinschaften auf maximal drei beschränkt ist, gibt es bei Leichtathletikgemeinschaften keine Begrenzungen. Viele LGs haben acht oder mehr Stammvereine, z. B. die LG Olympia Dortmund (2016 neun Stammvereine) oder die LG Stadtwerke München (zehn Stammvereine).
Ebenso wie im Bereich des Deutschen Leichtathletik-Verbandes der Vereinswechsel nur mit dem Stichtag 1. Januar erfolgt, kann auch die Mitgliedschaft eines Vereins in einer LG nur zum 1. Januar begonnen, bzw. zum 31. Dezember beendet, werden.